# Henri Placide
 (janvier 2025).
Si vous disposez d'ouvrages ou d'articles de référence ou si vous connaissez des sites web de qualité traitant du thème abordé ici, merci de compléter l'article en donnant les références utiles à sa vérifiabilité et en les liant à la section « Notes et références ».
Pour les articles homonymes, voir Placide.
Henri Placide, né le  28 janvier 1963 à  Saint-Laurent-du-Maroni en Guyane, est un auteur-compositeur-interprète et chanteur français.

## Biographie
Né le 28 janvier 1963 à Saint-Laurent du Maroni, il commence à chanter et à composer à l'âge de 15 ans. Dans le même temps, il est percussionniste dans le groupe traditionnel dirigé par sa mère.
Avec des amis, il crée un groupe intitulé « AZIK-KA » et commence une collaboration avec le studio « 3S ». Il réalise son premier vinyle « OUTRE MER » avec la collaboration d’Alain Gruel.
En 1992, il s’associe à Guy Rémy pour monter le studio d’enregistrement « Feeling studio » où il rencontre de nombreux artistes et réalise son premier album solo « Jalouzi ». Ensemble, ils travaillent avec la tour des miracles, la maison de production de Daniel « Danny Play » Sinaï, et cette exposition permet à Henri Placide de créer son home studio en 1995 « Bagatel studio » qui a pour but de promouvoir la musique des chanteurs guyanais en dehors du département.
Il réalise notamment « Paroles de femme » de Bagamix et composé des tubes tels que « Dragueur à fond la caisse » des Mécènes.